# AnyDesk
AnyDesk — проприетарное программное обеспечение для удалённого доступа, удалённого управления и удалённого обслуживания компьютеров и других конечных устройств, выпущенное в 2015 году, разрабатываемое компанией AnyDesk Software GmbH. Предлагает возможности удалённого управления, передачи файлов и VPN. AnyDesk часто используется в мошеннических программах технической поддержки и других мошеннических схемах удаленного доступа.

## История компании
Компания AnyDesk Software GmbH основана в 2014 году в Штутгарте, Германия, и в настоящее время имеет филиалы в США, Китае и Гонконге, а также Инновационный хаб в Грузии.
В мае 2018 года AnyDesk получила 6,5 миллионов евро финансирования в рамках Series A под руководством EQT Ventures. В январе 2020 года ещё один раунд инвестиций принёс сумму более двадцати миллионов долларов, что увеличило общий объём финансирования компании.

## Особенности программы
AnyDesk использует собственный видеокодек «DeskRT», разработанный для обеспечения качественного приема видео и звука и минимизации объёма передаваемых данных.
Компания сотрудничает с сервисами удаленного мониторинга и управления мобильными устройствами, такими как Atera и Microsoft Intune.

### Функции
Доступность функций зависит от лицензии конкретного пользователя. Основные функции:
- Удалённый доступ для различных операционных систем (Windows, Linux, macOS, iOS, Android и т. д.)
- Передача и менеджер файлов
- Удалённая печать
- VPN
- Неуправляемый доступ
- Виртуальная доска
- Автообнаружение (автоматический анализ локальной сети)
- Функция чата
- REST API
- Пользовательские клиенты
- Протокол сеанса
- Двухфакторная аутентификация
- Индивидуальный хост-сервер

## Безопасность
AnyDesk использует TLS 1.2 с аутентифицированным шифрованием. Каждое соединение между клиентами защищено с помощью AES-256. Если возможно установить прямое сетевое соединение, сессия шифруется конечной точкой, и её данные не направляются через серверы AnyDesk. Кроме того, возможен белый список входящих соединений.

## Случаи злоупотреблений
AnyDesk — это один из инструментов, который могут использовать злоумышленники для проведения мошеннических действий, связанных с технической поддержкой и удаленным доступом. Если у пользователя есть полные административные права, это даёт возможность мошенникам получить полный доступ к чужому компьютеру через интернет, что представляет серьёзную угрозу безопасности, особенно при подключении к ненадёжному хосту.

### Распространение вместе с вредоносными программами
В мае 2018 года японская компания Trend Micro, специализирующаяся на кибербезопасности, обнаружила, что злоумышленники поставляют вместе с AnyDesk новый вариант программы-вымогателя, возможно, в качестве тактики уклонения, маскирующей истинное назначение программы-вымогателя во время выполнения ею процедуры шифрования.